# Valley Waters
Valley Waters est un village du Nouveau-Brunswick, situé dans le territoire de la commission de services régionaux 8, au sud-est de la province. La municipalité a été constituée le 1er janvier 2023, par la fusion du village de Norton et des districts de services locaux (DSL) de la paroisse de Kars, de la paroisse de Springfield et de la paroisse de Wickham, ainsi que des portions des DSL de la paroisse de Norton et de la paroisse d'Upham.